# Årstidstorget

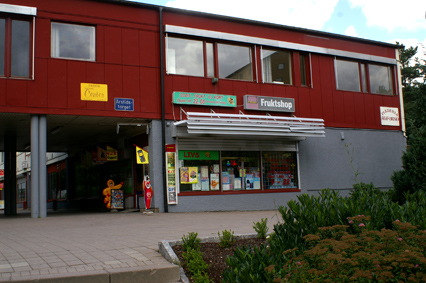
Årstidstorget.

Årstidstorget (Även Norra centrum eller Norra) är ett torg i norra delen av stadsdelen Kortedala i Göteborg. Årstidstorget ligger vid spårvagnslinje 6 ändhållplats Aprilgatan och är via gångväg förbunden med hållplatsen Januarigatan där linje 7 och 11 från Bergsjön stannar. 
På torget finns det vårdcentral, pizzeria, konditori, tobaksaffärer och en närliggande krog. Det finns också lokaler för föreningar som t.ex. Lugna gatan. 
Ca 200 meter från torget ligger Utmarksskolan och Utmarkshallen. Talldungeskolan ligger också i närheten av torget.